# Station Humenné
Station Humenné is het centraal station van Humenné (Slowakije). In het station zijn reisbiljetten voor binnenverkeer en internationaal verkeer beschikbaar. Er is eveneens een kantoor van het regionale directoraat "Verkeersleiding".

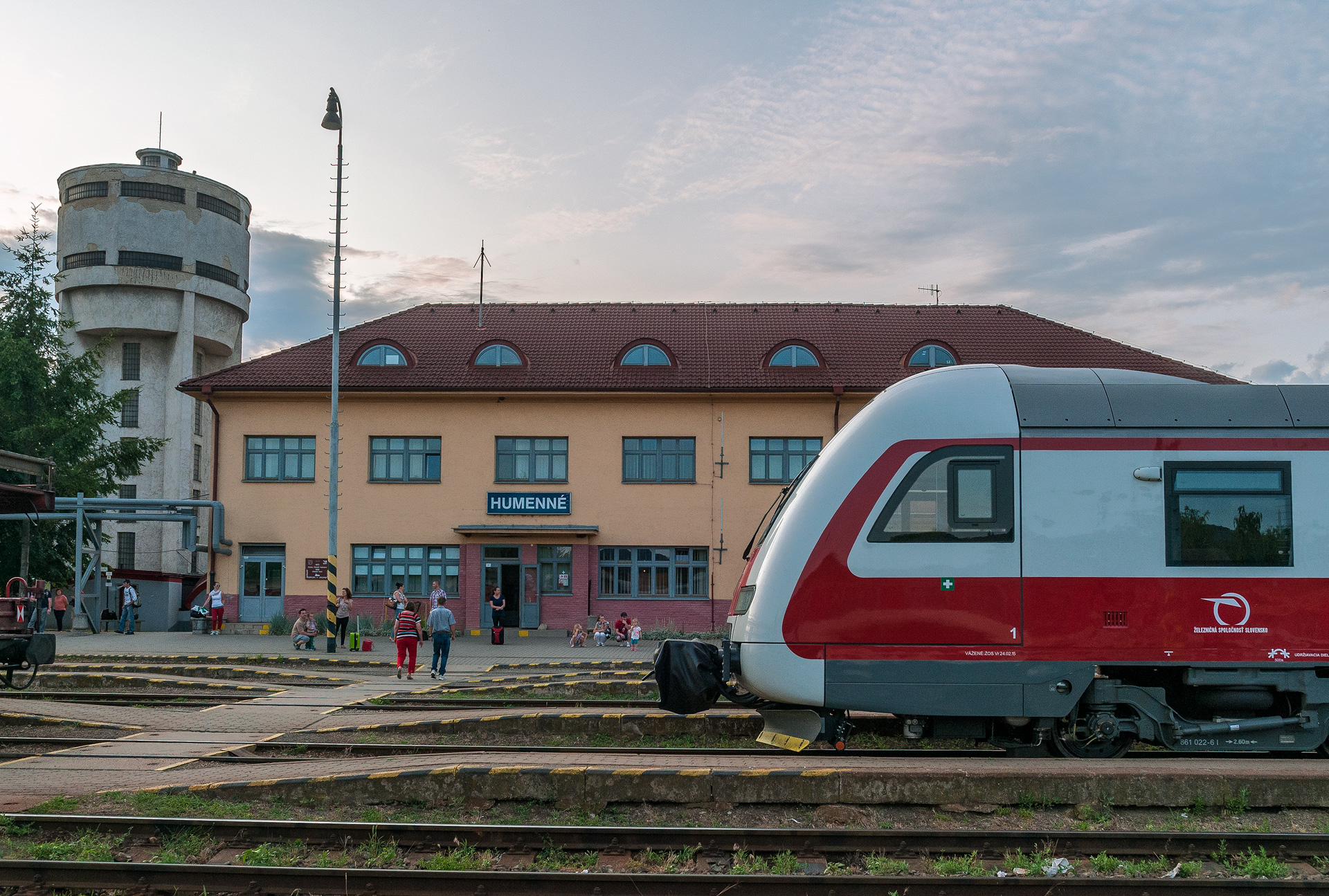
Station Humenné

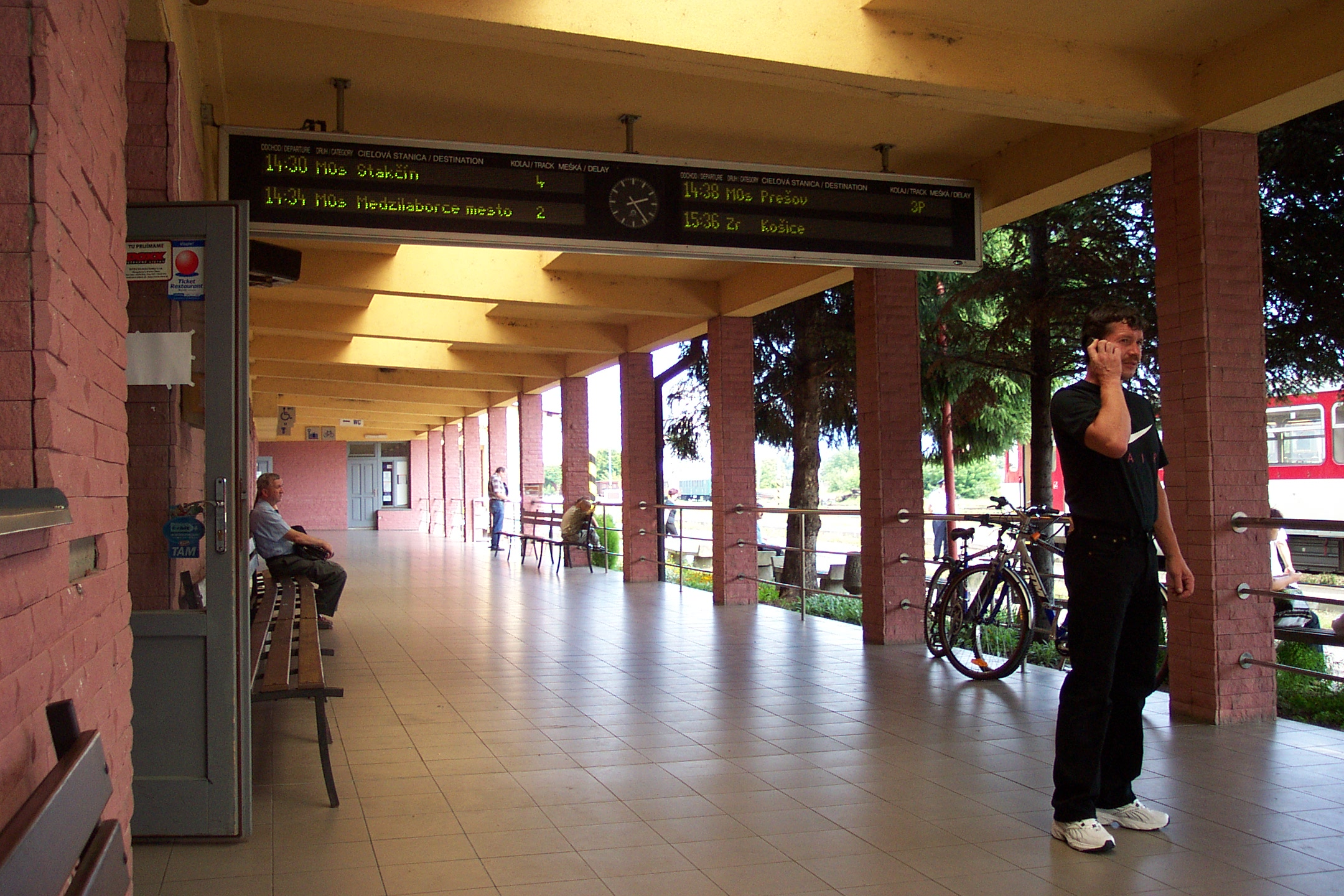
Station Humenné

## Ligging
Het station is gelegen in het oosten van Slowakije, aan de Stanična ulica in Humenné, in het centrum van de gemeente. Het ligt op een hoogte van 266 meter boven de zeespiegel, aan het kruispunt van de spoorlijnen 191, 193 en 196.

## Geschiedenis
Het stationsgebouw werd opgetrokken in 1947. In de jaren 2000 tot 2002 onderging het een renovatie. Daarbij werden de exploitatieruimtes, de lokettenzaal, de sanitaire voorzieningen voor passagiers en het restauratiegedeelte opgeknapt.
In november 2015 werd op lijn 191 het spoor van Bánovce nad Ondavou tot Humenné geëlektrificeerd. Andere elektrificatieprojecten liggen in het vooruitzicht.

## Lijnen
- 191 Michaľany – Łupków
- 193 Prešov – Humenné
- 196 Humenné – Stakčín

## Andere stations
Humenné is nog een ander station rijk: op de spoorlijnen 191 en 196 ligt ook nog het station: Humenné mesto (vertaald: Humenné "stad").